# 丹佛四季酒店
丹佛四季酒店（英語：Four Seasons Hotel and Private Residences Denver）是一座位於美國科羅拉多州丹佛的565英尺（172）高的摩天大樓酒店。2010年建成，共45層，可用面積約766,487平方英尺（71,209.0平方），是丹佛歷史上造價最高的私人酒店之一。